# ダニ・セバージョス
ダニ・セバージョス (Dani Ceballos) こと、ダニエル・セバージョス・フェルナンデス（Daniel Ceballos Fernández, 1996年8月7日 - ）は、スペイン・アンダルシア州セビリア県ウトレラ出身のサッカー選手。レアル・マドリード所属。スペイン代表。ポジションはミッドフィールダー。

## クラブ経歴

### プロ入り前
地元のサッカースクールを経て2004年からセビージャFCユースでキャリアをスタートさせたが、喘息を患ったことや体格的な問題もあって戦力外通告を受けて退団。CDウトレラでフィジカルトレーニングに励んだ後、2011年からレアル・ベティスのユースチームでプレー、2014年4月に弱冠17歳でトップチームに昇格した。

### レアル・ベティス
トップチーム昇格後はベティスのセグンダ・ディビシオン降格という憂き目にもあったが、監督を務めたファン・メリーノやペペ・メルの指導を受けて着実に成長し、10番に背番号を変えて挑んだ2016-2017シーズン前半はグスタボ・ポジェ監督の元では冷遇されたが、後任のビクトル・サンチェスになってから再び重用されると、課題とされてきた精神面の成熟もあってその才能を本格的に開花させ、最終的にはチームはリーグ戦15位だったものの一人気を吐く活躍を見せた。

### レアル・マドリード
FCバルセロナとの争奪戦の末、2017年7月14日、レアル・ベティスとレアル・マドリードのクラブ間合意、及び6年契約を結ぶことが発表された。移籍金は1650万ユーロと報じられている。スーペルコパ・デ・エスパーニャ2ndレグにて、トニ・クロースとの交代でレアル・マドリードでのデビューを果たした。9月23日、第6節のデポルティーボ・アラベス戦で移籍後初の先発出場を果たすと、移籍後初ゴールを含む2ゴールを記録して勝利の立役者となった。しかし、ジネディーヌ・ジダン監督の下では定位置を確保するには至らず、2017-2018シーズン終了後にジダン監督が退任した際には起用法に不満を抱いていたことを明かしている。

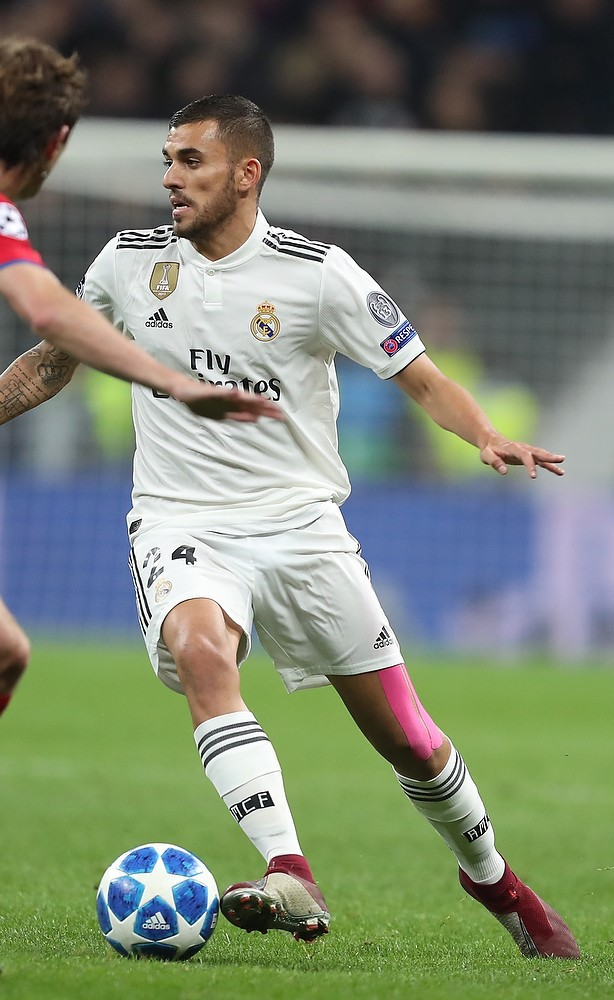
レアル・マドリードでのセバージョス（2018年）

2018-19シーズン、フレン・ロペテギが監督に就任するとリーグ開幕戦のスターティングメンバーを勝ち取った。その後、監督がサンティアゴ・ソラーリに代わっても変わらずポジションを守ったが、2019年3月にソラーリが成績不振により解任、ジダンの監督再就任後はソラーリ政権下で不遇をかこっていたイスコに取って代わられ、再び構想外となった。

### アーセナル
2019年7月25日、アーセナルFCに1年間のローンで移籍した。2019-20シーズンは負傷の影響で戦列を離れる時期があったものの、公式戦通算で37試合に出場し2ゴールを挙げた。2020年9月4日、1度レアルマドリードに復帰したのち、前シーズンに引き続き1シーズンのローン契約でアーセナルに移籍することが発表された。

### レアル・マドリード復帰
2021年7月、かねてから折り合いの悪かったジダン監督が辞任したこともあり、レアル・マドリードに復帰。しかしオーバーエイジ枠で参加した同月の2020年東京オリンピックで重傷を負い、当初は全治2ヶ月程と報じられていたが、報道以上に重傷だったようで、復帰したのは2022年1月5日のコパ・デル・レイ3回戦の対CDアルコヤーノ戦となった。

## 代表経歴

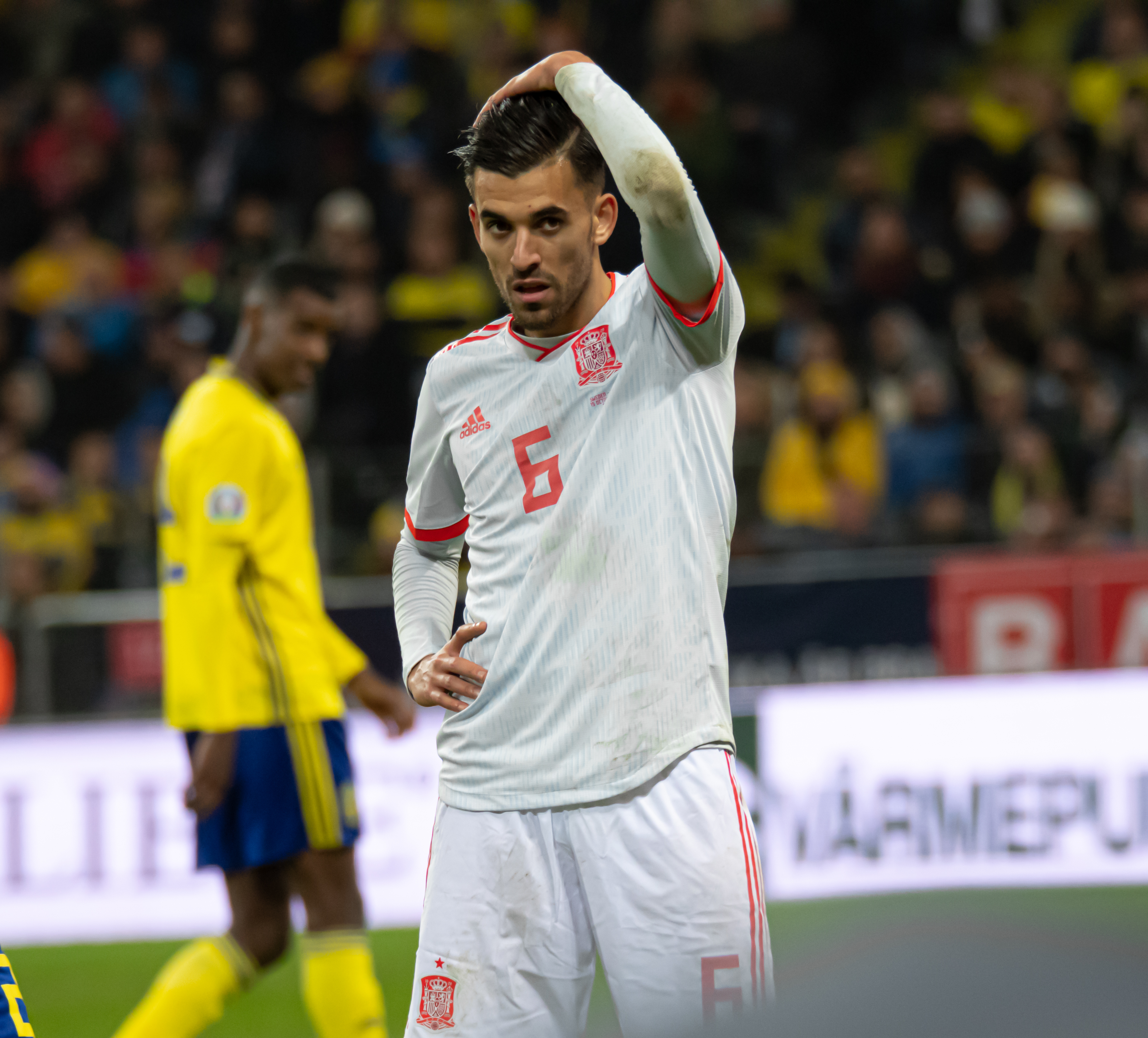
スペイン代表でのセバージョス（2019年）

スペイン代表として各年代でプレーし、2015年、UEFA U-19欧州選手権に出場し優勝に貢献した。2017年のUEFA U-21欧州選手権では準優勝に貢献し、大会最優秀選手を受賞した。
2018年9月、スペインA代表に初招集された。2018年9月11日、UEFAネーションズリーグのクロアチア戦にてデビューを飾った。なお、この試合はスペインが6-0で勝利している。
2021年7月に開催された、2020年東京オリンピックのU-24スペイン代表にオーバーエイジ枠で選出。しかし初戦の対U-24エジプト戦で相手選手のタックルを受け、負傷。精密検査の結果、前腓骨踵骨靭帯及び腓骨踵骨靭帯の断裂という重傷で、その後の全試合の欠場を余儀なくされる無念の結果となった。

## 所属クラブ
- レアル・ベティス 2014-2017
- レアル・マドリード 2017-

→ アーセナルFC 2019-2021 (loan)

## 個人成績
| クラブ             | シーズン | リーグ         | リーグ戦 | リーグ戦 | カップ戦 | カップ戦 | 国際大会 | 国際大会 | その他 | その他 | 合計 | 合計 |
| クラブ             | シーズン | リーグ         | 出場     | 得点     | 出場     | 得点     | 出場     | 得点     | 出場   | 得点   | 出場 | 得点 |
| ------------------ | -------- | -------------- | -------- | -------- | -------- | -------- | -------- | -------- | ------ | ------ | ---- | ---- |
| レアル・ベティス   | 2013–14  | プリメーラ     | 1        | 0        | -        | -        | -        | -        | 0      | 0      | 1    | 0    |
| レアル・ベティス   | 2014–15  | セグンダ       | 33       | 5        | 2        | 0        | -        | -        | 0      | 0      | 35   | 5    |
| レアル・ベティス   | 2015–16  | プリメーラ     | 34       | 0        | 4        | 0        | -        | -        | 0      | 0      | 38   | 0    |
| レアル・ベティス   | 2016–17  | プリメーラ     | 30       | 2        | 1        | 0        | -        | -        | 0      | 0      | 31   | 2    |
| レアル・ベティス   | 通算     | 通算           | 98       | 7        | 7        | 0        | -        | -        | 0      | 0      | 105  | 7    |
| レアル・マドリード | 2017–18  | プリメーラ     | 12       | 2        | 6        | 0        | 4        | 0        | 0      | 0      | 22   | 2    |
| レアル・マドリード | 2018–19  | プリメーラ     | 23       | 3        | 7        | 0        | 4        | 0        | 0      | 0      | 34   | 3    |
| レアル・マドリード | 通算     | 通算           | 35       | 5        | 13       | 0        | 8        | 0        | 0      | 0      | 56   | 5    |
| アーセナル         | 2019-20  | プレミアリーグ | 24       | 0        | 5        | 1        | 6        | 1        | 2      | 0      | 37   | 2    |
| アーセナル         | 2020-21  | プレミアリーグ | 25       | 0        | 0        | 0        | 12       | 0        | 3      | 0      | 40   | 0    |
| アーセナル         | 通算     | 通算           | 49       | 0        | 5        | 1        | 18       | 1        | 5      | 0      | 77   | 2    |
| レアル・マドリード | 2021-22  | プリメーラ     | 11       | 0        | 2        | 0        | 5        | 0        | 0      | 0      | 18   | 0    |
| レアル・マドリード | 2022-23  | プリメーラ     | 30       | 0        | 6        | 1        | 10       | 0        | 0      | 0      | 46   | 1    |
| レアル・マドリード | 2023-24  | プリメーラ     | 20       | 0        | 4        | 0        | 3        | 1        | 0      | 0      | 27   | 1    |
| レアル・マドリード | 2024-25  | プリメーラ     | 23       | 0        | 7        | 0        | 14       | 0        | 1      | 0      | 45   | 0    |
| レアル・マドリード | 通算     | 通算           | 84       | 0        | 19       | 1        | 32       | 1        | 1      | 0      | 136  | 2    |
| 総通算             | 総通算   | 総通算         | 266      | 12       | 44       | 2        | 58       | 2        | 6      | 0      | 374  | 16   |

| クラブ               | シーズン | リーグ    | リーグ戦 | リーグ戦 | 合計 | 合計 |
| クラブ               | シーズン | リーグ    | 出場     | 得点     | 出場 | 得点 |
| -------------------- | -------- | --------- | -------- | -------- | ---- | ---- |
| ベティス・バロンピエ | 2014-15  | セグンダB | 4        | 0        | 4    | 0    |
| 総通算               | 総通算   | 総通算    | 4        | 0        | 4    | 0    |

## タイトル

### クラブ
レアル・ベティス
- セグンダ・ディビシオン：1回（2014-15）

レアル・マドリード
- UEFAスーパーカップ：3回（2017, 2022, 2024)
- スーペルコパ・デ・エスパーニャ：3回（2017, 2021-22, 2023-24）
- FIFAクラブワールドカップ：1回（2017）
- UEFAチャンピオンズリーグ：3回（2017-18, 2021-22, 2023-24）
- ラ・リーガ:2回（2021-22, 2023-24）

アーセナル
- FAカップ：1回（2019-20）

### 代表
U-19スペイン代表
- UEFA U-19欧州選手権：2015[10]

U-21スペイン代表
- UEFA U-21欧州選手権：2019

### 個人
- UEFA U-21欧州選手権ベストイレブン：2017
- UEFA U-21欧州選手権最優秀選手：2017

## 代表歴

### 出場大会
- U-19スペイン代表
  - 2015年 - UEFA U-19欧州選手権 (優勝)
- U-21スペイン代表
  - 2017年 - UEFA U-21欧州選手権（準優勝）
  - 2019年 - UEFA U-21欧州選手権（優勝）
- スペイン代表
  - 2018年 - UEFAネーションズリーグ2018-19

### 試合数
- 国際Aマッチ 11試合 1得点 (2018年 -　)

| スペイン代表 | 国際Aマッチ | 国際Aマッチ |
| 年           | 出場        | 得点        |
| ------------ | ----------- | ----------- |
| 2018         | 5           | 1           |
| 2019         | 4           | 0           |
| 2020         | 2           | 0           |
| 通算         | 11          | 1           |

### 代表での得点
| #  | 開催年月日     | 開催地                               | 対戦国     | スコア | 結果 | 試合概要                      |
| -- | -------------- | ------------------------------------ | ---------- | ------ | ---- | ----------------------------- |
| 1. | 2018年11月16日 | ザグレブ、スタディオン・マクシミール | クロアチア | 1-1    | 2-3  | UEFAネーションズリーグ2018-19 |